# Mănăstirea Dornelor
Mănăstirea Dornelor este o mănăstire ortodoxă de călugări, pe stil vechi, situată într-o pădure din satul Neagra Șarului, comuna Șaru Dornei (județul Suceava).

## Istoric
Mănăstirea Dornelor a fost ctitorită de către episcopul ortodox Cozma Lostun (1931-2002) al Bisericii Ortodoxe pe Stil Vechi. Ca urmare a faptului că în anul 1985 a fost pus în suspendare de către Sinodul Bisericii Ortodoxe de Stil Vechi din România, PS Cozma a plecat în satul său natal (Neagra Șarului), unde a trăit izolat fiind supravegheat permanent de către miliție.
În localitatea natală, unde mulți dintre locuitori păstrează vechiul calendar, PS Cozma a înființat Mănăstirea Dornelor. Pe terenul unde se afla casa părintească, el a început construcția unei imense catedrale, dar fără a avea un proiect întocmit de un arhitect . În anul 1995, episcopul Cozma a paralizat după un accident cerebral. Construcția bisericii de la Mănăstirea Dornelor a fost stopată. Episcopul Cozma Lostun a trecut la cele veșnice la 17 februarie/2 martie 2002, fiind înmormântat lângă zidul bisericii de la Mănăstirea Dornelor.
După decesul episcopului pensionar Cozma Lostun (†2002), ieromonahul Iosif Mogârzan (nepotul mitropolitului Vlasie Mogârzan) este numit noul stareț al Mănăstirii Dornelor, ocupându-se de finalizarea construcției așezământului monahal (biserica cu hramul “Sfinții Părinți de la Soborul I Ecumenic de la Niceea”, blocul de chilii și clădirile-anexe). Construcția mănăstirii fusese începută de către PS Cozma și era pe jumătate terminată. Iosif Mogârzan a fost înaintat apoi la rangul de arhimandrit.
La data de 16/29 octombrie 2004, arhimandritul Iosif Mogârzan, starețul Mănăstirii Dornelor din Neagra Șarului, a fost hirotonit la Mănăstirea Slătioara ca episcop-vicar al Mitropoliei Ortodoxe de Stil Vechi din România, cu titlul de "Botoșăneanul". Hirotonirea PS Iosif ca episcop a fost săvârșită de către ierarhii Bisericii Ortodoxe de Stil Vechi din România (IPS Vlasie Mogârzan, PS Demostene Ioniță, PS Pahomie Morar, PS Ghenadie Gheorghe, PS Sofronie Oțel și PS Teodosie Scutaru), asistați de către PS Ambrozie de Methone (reprezentant al mitropolitului Kiprian de Oropos și Fili), de PS Episcop Photie de Triaditza (Bulgaria) și de aproape 60 de preoți și 10 diaconi.
În prezent, PS Iosif Botoșăneanul își are reședința la Mănăstirea Dornelor, al cărei stareț continuă să fie.

## Fotogalerie

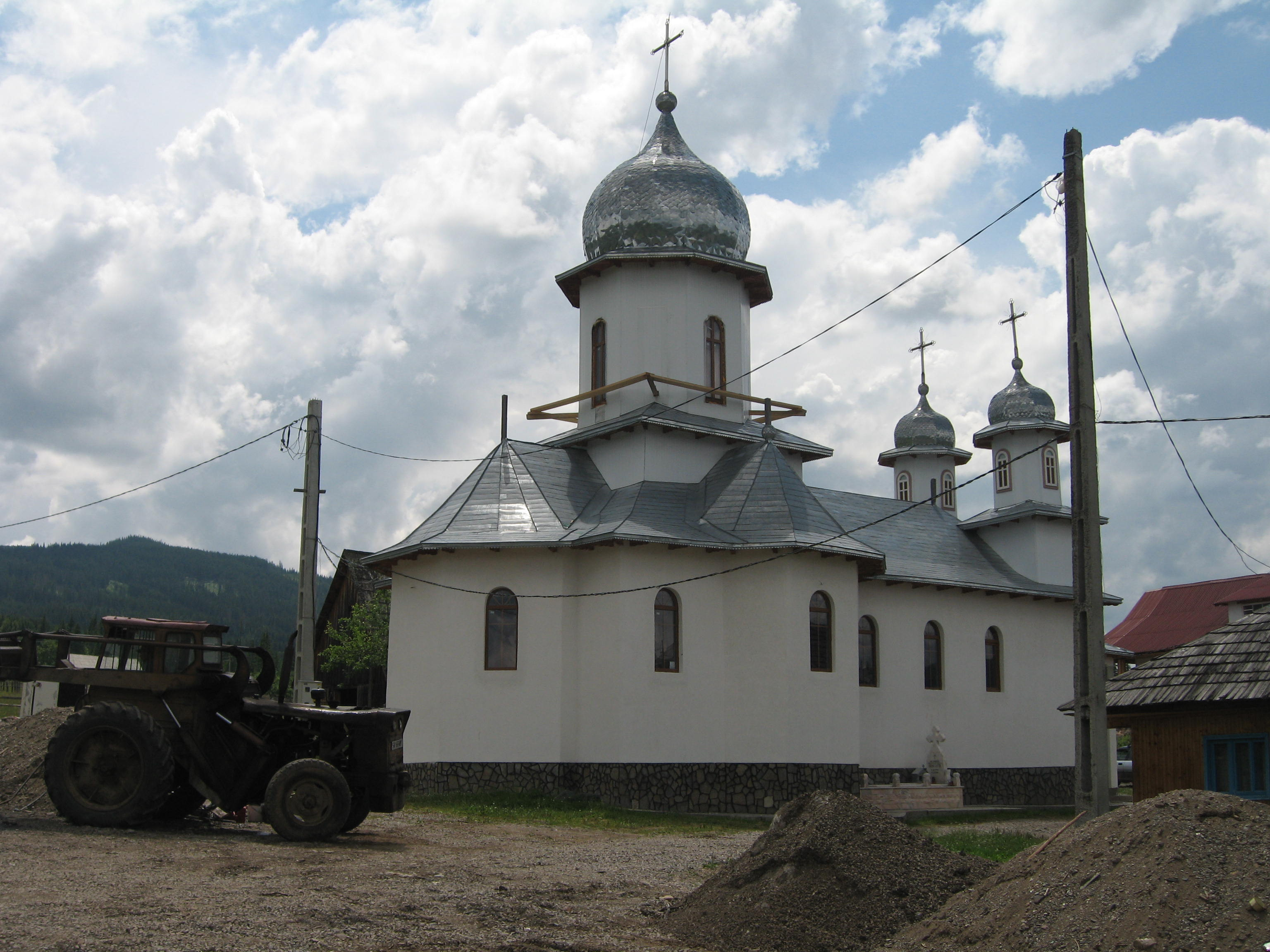
Biserica
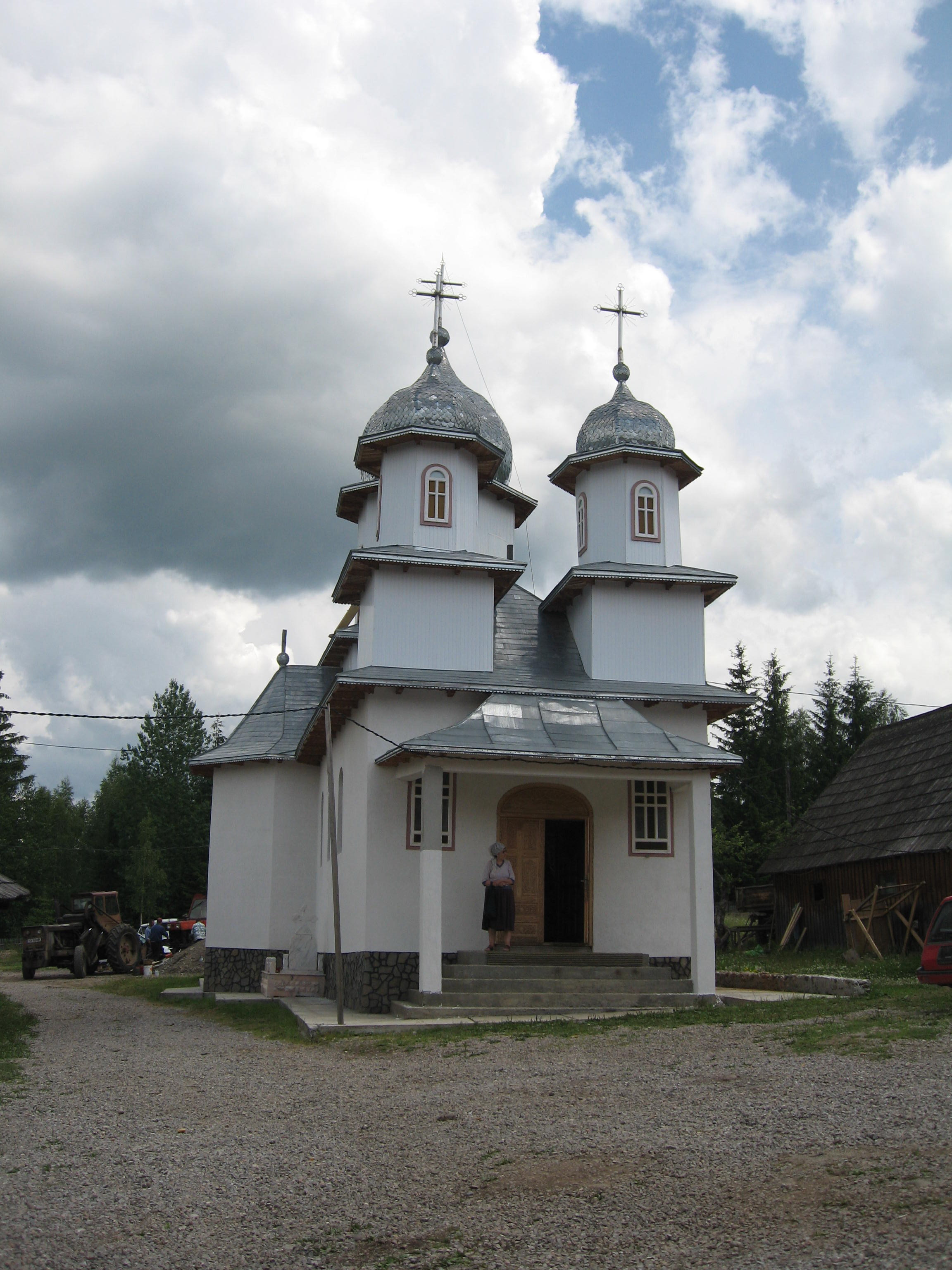
Biserica
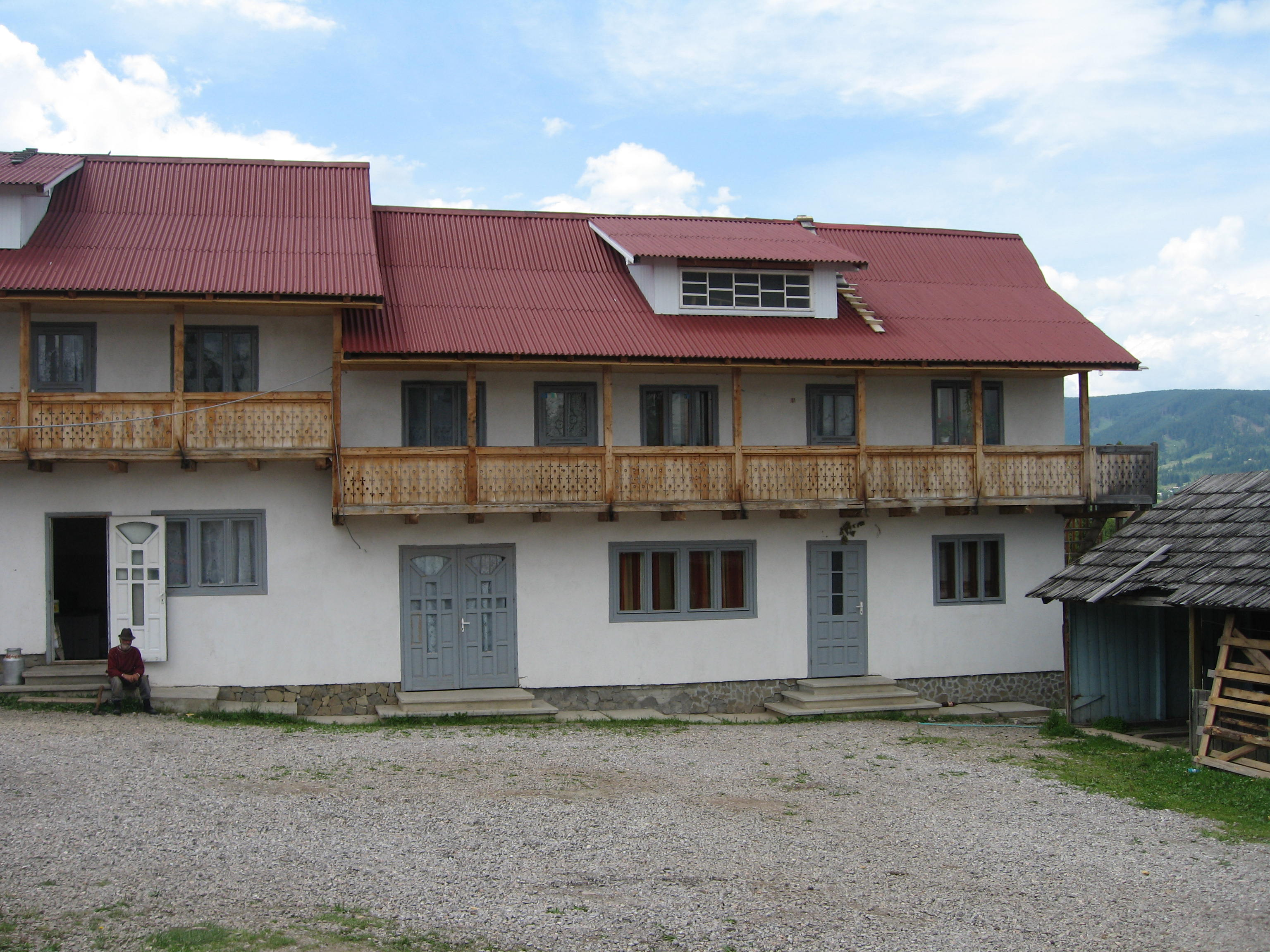
Chilii
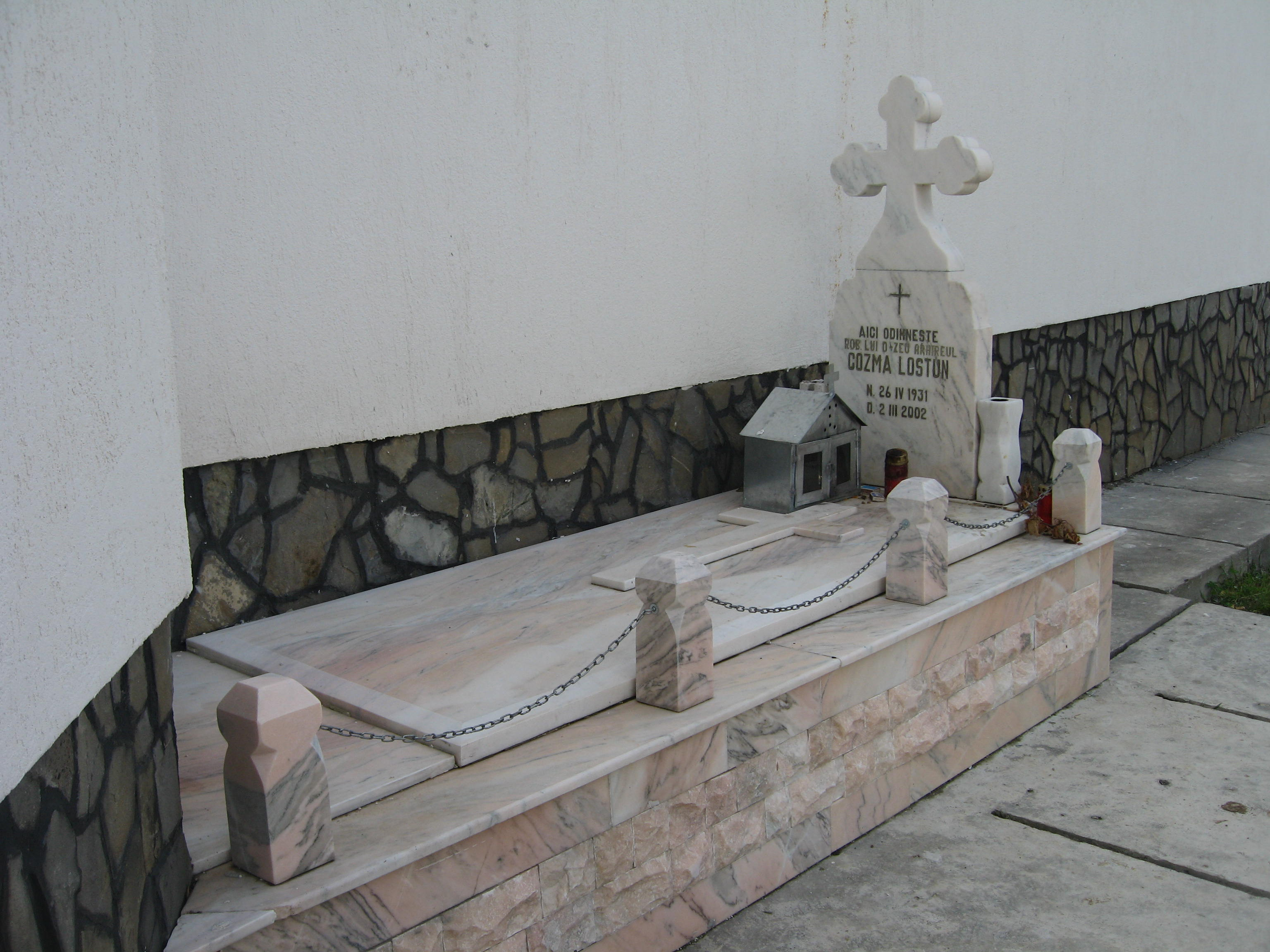
Mormântul PS Cozma Lostun